# Liang Čchi-čchao
Liang Čchi-čchao (čínsky pchin-jinem Liáng Qǐchāo, znaky zjednodušené 梁启超, tradiční 梁啟超; (23. února 1873 – 19. ledna 1929, Peking) byl čínský filozof, novinář, politik a spisovatel. Na konci 19. století patřil k hlavním teoretikům a aktivistům hnutí Sto dnů reforem, které po prohrané válce s Japonci (1894–1895) usilovalo o modernizaci a europeizaci Číny. Byl v tom silně ovlivněn svým učitelem Kchang Jou-wejem, který se snažil o novou interpretaci konfuciánství, aby nebránilo vývoji, inovacím a reformám. Když císař Kuang-sü hnutí, které zprvu inicioval, pod tlakem konzervativních sil zastavil, musel Liang uprchnout do Japonska, aby se vyhnul vězení. Zde dále hájil svůj program velmi účinnou exilovou novinářskou činností. Roku 1902 založil časopis Sin-min Čchung-pao (Časopis nového občana) a vedl ho až do roku 1907. Prosazoval v něm i zjednodušení psané čínštiny. Spisovatel Lin Jü-tchang označil Lianga za největší postavu čínské žurnalistiky v celé její historii. V Japonsku měl Liang velmi blízké vztahy s japonským premiérem Inukaiem Cujošim a byl mentorem vietnamského protikoloniálního aktivisty Phan Bội Châue. Propagoval reformy a prosazoval konstituční monarchii, oponoval přitom jinému exilovému lídrovi Sunjatsenovi, který byl republikánským revolucionářem. Do Číny se Liang vrátil po vzniku republiky roku 1912. Založil stranu Ťin-pu-tang (Strana pokroku), která znovu oponovala Sunjatsenovu Kuomintangu. Liang stál víceméně na straně prezidenta Jüan Š'-kchaje, ačkoli odmítal jeho pokusy uzmout si veškerou moc. Liang reprezentoval Čínu i na Pařížské mírové konferenci po první světové válce. Po roce 1920 byl profesorem na univerzitě Čching-chua a ředitelem Pekingské knihovny. Jeho nejznámějším literárním dílem je román Jin ping š’ wen t'i (Sebrané spisy Pijáka ledu).

## Vliv
Měl určitý vliv na Pak Ung-sikovy názory.